# Депортація угорців до СРСР у 1956 році
Депортація угорців до СРСР у 1956 році — перевезення заарештованих в Угорщині під час Угорської революції 1956 року в листопаді 1956 року до в'язниць у СРСР.
Придушення революції розпочалося введенням вранці 4 листопада 1956 року в Будапешт нових радянських військових частин. В ході проведення операції «Вихор» з 4 до 12 листопада 1956 року об'єднані збройні сили країн Варшавського договору розбили сили повстанців по всій Угорщині.

## Арешти в Угорщині
Операція «Вихор» одночасно супроводжувалася арештами як учасників збройного повстання, так і захоплених на вулиці звичайних перехожих. Майбутнє розслідування показало, що 39 % заарештованих були зовсім непричетними до повстання. Ці арешти мали на меті здійснити контроль над населенням Угорщини та ізолювати найактивніших представників угорського суспільства.
Внаслідок численних арештів тюрми в Угорщині були переповнені. Для контролю над ними не вистачало необхідної кількості працівників силових структур. Повстанці розпустили органи, створені при просталінському режимі Матяша Ракоші. Тимчасовий робітничо-селянський уряд Яноша Кадара був нездатний до самостійних радикальних дій. Тому ще 4-5 листопада 1956 року була видана усна вказівка по лінії КДБ, МВС та МО СРСР про переміщення активних учасників революції на радянську територію для проведення слідчих дій.

## Депортація заарештованих угорців до радянських тюрем
Депортацією керував тодішній голова КДБ СРСР Іван Сєров. 8 листопада він дав вказівку особливим відділам КДБ дивізій формувати групи в'язнів для переміщення через кордон. Відповідальність за депортацію була покладена на КДБ СРСР та МВС СРСР за підтримки угорських органів держбезпеки. У цей же день перша група з 22 заарештованих із Дебрецена та Мішкольца була доставлена поїздом до Чопа, а далі на автомобілях до ужгородської в'язниці. До 15 листопада депортація була завершена. Для утримання угорців було також готували в'язниці в Станіславі, Чернівцях та Дрогобичу, але до них не привозили.
У доповіді до ЦК КПРС від 19 листопада 1956 року керівник КДБ І. Сєров вказав, що було затримано 4 тис. 700 осіб, з них 1 тис. 400 заарештували. До Ужгорода перевезли 846 угорців. З них 463 етапували до Стрия, а 54 повернули до Угорщини через брак доказів вини.

## Склад депортованих
Депортованих заарештували у різних містах Угорщини. Найбільше було з Будапешту та його околиць (548), Веспрема (90), Капошвару (45), Сомбатгея (55), Мішкольца (20). Серед ув'язнених було 68 неповнолітніх (1939—1942 років народження), з них — 9 дівчат. Серед депортованих опинилося троє громадян Західної Німеччини.
Заарештовані угорські громадяни були з різних верств угорського суспільства. Серед були робітники, рядові військовослужбовці (200 солдат) та офіцери (46 осіб), інтелігенти, партійні працівники, учні та студенти (79 осіб), викладачі, священнослужителі (2 осіб). 239 осіб були затримані як члени національної гвардії.

## Умови утримання та слідство
В ужгородській в'язниці 349 заарештованих розмістили в 92-х камерах. У них перебувало від 1 до 14 осіб, в залежності від особливостей слідства. У шпиталі в'язниці лікувалися 8 заарештованих через поранення в боях з радянськими військами в Угорщині.
Ув'язнені, як вказав начальник УМВС у Закарпатській області полковник О. Бойко у листі начальнику обласного УКДБ підполковник П. Савчуку, проявляли випадки непокори тюремній адміністрації, заявляли про їхнє незаконне утримання, демонстративно співали пісні угорською мовою. Були спроби організації повстання.
У доповідній записці заступника міністра внутрішніх справ СРСР Н. Холодков, який займався прийомом заарештованих угорців, було сказано, що на більшість заарештованих угорських громадян документи не були належним чином оформлені. Він вважав, що могли бути необґрунтовані арешти, так як серед доставлених були і неповнолітні від 15 до 17 років. Він просив привезти угорських спеціалістів, які допомогли б звільнити безпідставно заарештованих осіб та полегшити побут ув'язнених угорців. Його позицію розкритикували голова КДБ СРСР І. Сєров та маршал І. Конєв, який керував діями військових в Угорщині.
Для ведення слідства в Ужгороді та Стрию були створені оперативні групи з числа співробітників та перекладачів слідчого управління КДБ СРСР. Групи були доповнені працівниками з слідчих відділів УКДБ Закарпатської, Дрогобицької, Херсонської та Сталінської областей при Раді Міністрів Української РСР. Слідством керував начальник слідчого управління КДБ СРСР генерал-майор юстиції М. Маляров, який перебував в Ужгороді.
Через те, що за 2-3 тижні проводилися слідчі дії щодо більше, ніж 800 осіб, радянське слідство виявилось досить поверхневим. Ув'язненим вдавалося приховати від слідчих КДБ чимало інформації про себе. Тому причетність 333 заарештованих (39 % від усіх ув'язнених) до революційних подій не була доведена. Тому було прийняте рішення про проведення слідства стосовно цих осіб на території Угорщини. За період з кінця листопада 1956 року до початку січня 1957 року всіх заарештованих угорців невеликими групами репатріювали до місць їх попереднього затримання.

## Міжнародна реакція
Про депортацію угорських громадян радянське керівництво намагалося приховати не тільки від зарубіжних країн, а й від маріонеткового уряду Яноша Кадара. Західні інформаційні агентства, зокрема радіо «Вільна Європа», повідомили про утримання затриманих угорців у радянських в'язницях. Вони своїми повідомлення привернули керівництво багатьох держав до цієї проблеми. Кубинська та іспанська делегації в Організації Об'єднаних Націй підняли питання про масові перевезення угорців до Радянського Союзу. До них згодом долучились США та Велика Британія. Міністр закордонних справ СРСР Д. Шепілов на пленарній сесії ООН 19 листопада 1956 року різко виступив проти спроб поставити на порядок денний резолюцію щодо масових депортацій угорців, назвавши це «втручання в угорські справи».

## Вивчення депортації та вшанування
Інформація про депортацію приховувалася. Доступ до неї став відкритий після розсекречення документів КДБ УРСР у 2009 році. Український історик Олександр Пагірі опрацював в архівах СБУ 22 томи слідчих справ на депортованих у 1956 році до СРСР угорців. Разом з угорським істориком Мікловшом Горватом, професором Будапештського католицького університету імені Пейтера Пазманя підготував та видав кКнигу «Примусова висилка до СРСР. Угорські депортовані в застінках КДБ: рік 1956-й». У книзі представлений 141 документ із згадками про 860 угорських громадян. Книга була представлена 6 березня 2012 року в Буді в офісі Угорського інституту дослідження комунізму ХХ століття. Книга видана угорською мовою накладом в 1 тисячу примірників. Заплановане видання українською мовою не було здійснене через відсутність фінансування архівом СБУ.
У 2006 році на Ужгородському слідчому ізоляторі, де утримувалися депортовані з Угорщини, було відкрито меморіальну дошку — знак шани і пам'яті Угорським борцям за свободу і незалежність.